# Herichthys
Herichthys là một chi cá trong họ cá hoàng đế. Hầu hết chúng có nguồn gốc từ Mexico, nhưng loài Herichthys cyanoguttatus lại đến từ Hoa Kỳ

## Các loài
Hiện hành có 07 loài trong chi này
- Herichthys deppii Heckel, 1840 (Nautla cichlid) [2][3]
- Herichthys tepehua De la Maza-Benignos, Ornelas-García, Lozano-Vilano, García-Ramírez & Doadrio, 2015 [2]
- Herichthys carpintis D. S. Jordan & Snyder, 1899 (Lowland cichlid)
- Herichthys tamasopoensis Artigas Azas, 1993 (Tamasopo cichlid)
- Herichthys teporatus Fowler, 1903 (Soto la Marina cichlid) [2]
- Herichthys cyanoguttatus S. F. Baird & Girard, 1854 (Rio Grande cichlid)
- Herichthys minckleyi Kornfield & J. N. Taylor, 1983 (Minkley's cichlid)

Các loài trong chi Nosferatu  vào 2014 là
- Nosferatu bartoni
- Nosferatu labridens
- Nosferatu molango
- Nosferatu pame
- Nosferatu pantostictus
- Nosferatu pratinus
- Nosferatu steindachneri